# 米高·拉巴卡·謝拉恩
米高·拉巴卡·謝拉恩（Mikel Labaka Zurriarain）或稱拉巴卡於1980年8月10日—，出生在巴斯克地區的阿斯佩蒂亚的西班牙足球員，現效力西班牙足球甲级联赛的皇家蘇斯達，司職後衞。